# Soiuz TMA-09M
Soiuz TMA-09M fou un vol espacial entre el 29 de maig i el 10 de novembre del 2013 cap a l'Estació Espacial Internacional que transportà tres membres de l'Expedició 36 a l'Estació Espacial Internacional. El TMA-09M fou el vol núm. 118 d'una nau espacial Soiuz, amb el seu primer vol començant en el 1967 i romangué a bord de l'estació espacial per a la part de l'Expedició 37 per servir de vehicle d'escapament d'emergència.
La tripulació de tres membres de la Soiuz TMA-09M, Fiódor Iurtxikhin, Karen Nyberg i Luca Parmitano representen les organitzacions sòcies de la Roscosmos, NASA i l'Agència Espacial Europea (ESA) en el programa de l'ISS.

## Tripulació
| Posició           | Tripulant                                  | Tripulant                                  |
| ----------------- | ------------------------------------------ | ------------------------------------------ |
| Comandant         | Fiódor Iurtxikhin, RSA Primer vol espacial | Fiódor Iurtxikhin, RSA Primer vol espacial |
| Enginyer de vol 1 | Karen L. Nyberg, NASA Segon vol espacial   | Karen L. Nyberg, NASA Segon vol espacial   |
| Enginyer de vol 2 | Luca Parmitano, ESA Primer vol espacial    | Luca Parmitano, ESA Primer vol espacial    |

### Tripulació de reserva
| Posició           | Tripulant                 | Tripulant                 |
| ----------------- | ------------------------- | ------------------------- |
| Comandant         | Mikhaïl Tiurin, RSA       | Mikhaïl Tiurin, RSA       |
| Enginyer de vol 1 | Richard Mastracchio, NASA | Richard Mastracchio, NASA |
| Enginyer de vol 2 | Koichi Wakata, JAXA       | Koichi Wakata, JAXA       |